# Nueva Maryland
Nueva Maryland (del inglés: New Maryland) es una aldea en el centro de la provincia canadiense de Nuevo Brunswick, y se encuentra directamente al sur de Fredericton. En el Censo de 2011 la población era de 4.232 habitantes. Su población cumple con los requisitos para elevar su categoría de aldea a "pueblo" bajo la Ley de Municipios de la provincia de Nuevo Brunswick, pero hasta ahora no ha sido declarado oficialmente como uno.

## Toponimia
Nueva Maryland fue nombrado así por un señor llamado M. Arnold, originario del estado estadounidense de Maryland, quien se estableció aquí en el año 1817.
El nombre de "Nueva Maryland" se ha utilizado para describir una comunidad agrícola y una parroquia desde hace más de 100 años, pero en los años 1970 y 1980 se construyeron varias subdivisiones suburbanas en la zona. Nueva Maryland fue incorporada oficialmente como aldea en 1991. Prácticamente todos los residentes de la aldea ahora viajan regularmente a Fredericton.

## Geografía
Nueva Maryland se encuentra a 8 km al sur del centro de Fredericton, en el condado de York.
Nueva Maryland tiene una superficie casi rectangular, limita al norte con Fredericton, al este y al sur con la parroquia de Maryland y al oeste con Hanwell.
La aldea es servida por la carretera 2, es decir, la autopista Transcanadiense.

## Historia
Nueva Maryland se encuentra en el territorio histórico de los Maliseet, donde unos lealistas provenientes de Maryland se establecieron cerca de Fredericton en 1783. En 1817, estas familias se establecieron en un lugar llamado Maryland Hill. Poco después, se establecieron colonos escoceses en aquel lugar. En 1846 se crea la Parroquia de Nueva Maryland. Durante el siglo XIX y comienzos del siglo XX, la economía se basó alrededor de la agricultura y la silvicultura. Nueva Maryland con el tiempo se ha convertido en un suburbio de Fredericton. En 1991, la localidad se convirtió en municipalidad. La escuela primaria fue inaugurada en 1994.